# مدرسة النجاح (الأحساء)
مدرسة النجاح، مدرسة أهلية أو فردية أو خاصة افتتحت في الأحساء قبل ظهور التعليم النظامي في المملكة العربية السعودية.

## المدرسة
تعد مدرسة النجاح الأهلية إحدى أولى المحاولات الفردية لبدء التعليم شبه المنظم في الأحساء على يد الشيخ حمد بن محمد النعيم، وقد افتتحها في عام 1343هـ في منزله الواقع في (فريق آل ملحم) في حي (النعاثل) بمدينة الهفوف.

## صاحب المدرسة
هو الشيخ حمد بن محمد النعيم ولد في البحرين عام 1288هـ وكان والده قد انتقل إليها طلبًا للرزق حتى أصبح من أهم تجار البحرين وأثريائها. تلقى الشيخ حمد تعليمه في البحرين ودرس القرآن الكريم ومبادئ الكتابة والحساب والإملاء، ومسك الدفاتر التجارية في مدارس البحرين والكويت.
وفي عام 1312هـ عاد الشيخ حمد إلى الأحساء ومارس فيها التجارة مع تجار في الهند، كما أكسبته أسفاره إلى البلدان المجاورة ثقافة علمية وأدبية.
حرص الشيخ أثناء تواجد في الأحساء على محاربة الأمية ونشر الثقافة، ومما يدل على ذلك أنه كان مشتركًا في جريدة الأهرام المصرية وبعد وصولها يقرؤها على جمع من أقاربه وأصدقائه. كما كان الشيخ يتحدث عن علوم واكتشافات ومخترعات لم يشاهدها أحد بعد، فكانت مثار استغراب وتعجب الجميع. وعرف الشيخ حمد بفصاحته وحبه للإطالة في المحادثة حتى تتضح المعاني لمن يتحدث معه.

## المدرسة وسياسات الحكومة السعودية التعليمية
تزامن افتتاح مدرسة النجاح الاهلية مع مساعي الحكومة السعودية في عهد الملك عبدالعزيز التي تهدف إلى تعليم الناشئة وتربيتهم، وإن كانت لم تصل إلى الأحساء إلا في وقت لاحق. وكانت انطلاقة التعليم في الاجتماع الذي عقده الملك عبدالعزيز في شهر جمادى الأولى عام 1343هـ في مكة المكرمة وحث الملك في الاجتماع العلماء على نشر العلم والتعليم والتوسع فيهما.
وفي الثالث من رمضان عام 1433هـ أنشأ الملك عبدالعزيز –للمرة الأولى- إدارة خاصة بالتربية والتعليم في (المملكة الحجازية)، وسميت تلك الإدارة بــ ( مديرية المعارف) ، وكان أول من تولى إدارتها الشيخ صالح بن بكر شطا.
وفي عام 1345هـ صدرت التعليمات الأساسية لنظام الإدارة والحكم، ونصت المادة 23 منها على أن أمور المعارف العمومية التي كانت عبارة عن نشر العلوم، والمعارف، والصنايع، وافتتاح، المدارس، والمكاتب، وحماية المعاهد العلمية، مع فائق الدقة في الاعتناء بأصول الدين الحنيف في أنحاء ( المملكة الحجازية). وفي غرة المحرم من عام 1364هـ أنشأت حكومة الملك عبدالعزيز مجلسًا للمعارف للإشراف على التعليم في (المملكة الحجازية)، واحتفظ أعضاء المجلس بألقابهم وهم: صالح بن بكر شطا، وعبد الله حمودة، ، ومحمد أمين بن إبراهيم فودة، وناصر التركي، والدكتور عبد الغني الشيخ محمد نور فطاني، ومحمد ماجد بن صالح كردي، وعلي مالكي. ومن صلاحيات مجلس المعارف: تعيين المعلمين الذين يرشحهم المدير، وعزلهم حال وقوع أسباب معينة، موازنة إدارة المعارف العمومية برامج التعليم ومناهجه، النظارة على حالة المدارس، ودرس تقاريري المدير عنها، والنظارة على لجنة امتحان المعلمين السنوية، ودراسة القتراحات بتوحيد برامج التعليم في الحجاز، واختيار الكتب المدرسية لمدارس الحكومة، والسعي لتأليف لجنة لوضع ترجمة الكتب الدراسية الموافقة للمحيط الحجازي، ومكافأة مترجمي الكتب ومؤلفيها، وسن الأنظمة للمديرين والمعلمين والمدارس، وسن نظام الامتحانات السنوية للمعلمين لتدريبهم وإلقاء المحاضرات عليهم، والنظر في شأن الكتاتيب الخصوصية من الناحيتين العلمية والصحية، ووضع التقارير بشأن إصلاحها.
وفي التاسع من شعبان من عام 1347هـ صدر نظام للمدارس في المملكة الحجازية بناء على اقتراح المديرية العامة للمعارف وموافقة مجلس الشورى، وتم بمقتضى هذا النظام تحديد المعالم الرئيسة لسير التعليم بتلك المدارس. ووفق النظام أصبح لكل مدرسة مدير ومعاون، وهيئة تدريس أطلق عليهم أساتذة، وحدد النظام مسيرة التعليم داخل المدرسة من حيث محتوى المناهج وطريقة التعليم، وواجبات الطلبة، والجزاءات، وطرق الامتحان، وأيام الإجازات.

## مدرسة النجاح تواصل مسيرتها
لم تصل توجهات حكومة الملك عبدالعزيز التعليمية إلى الأحساء حتى عام 1349هـ، وبقيت مدرسة النجاح تواصل مهمتها التعليمية.
وكانت مدرسة النجاح في الأحساء تتشابه مع وضع المعهد العلمي في مكة المكرمة حيث زود الأخير مرافق الحكومة الناشئة حين ذاك في الرياض والحجاز والأحساء، وفي المقابل زودت مدرسة النجاح المرافق الحكومية الجديدة في مدينة الهفوف- عاصمة مقاطعة الأحساء- بالموظفين والفارق الوحيد بين المعهد والمدرسة هو: أن المعهد العلمي بمكة مؤسسة حكومية تولت حكومة الملك عبدالعزيز الإنفاق عليها، بينما مدرسة النجاح مؤسسة خاصة يتم الإنفاق عليها عبر مايصلها من التبرعات الخاصة.
وكان منهج الدراسة في مدرسة النجاح حديثًا وغير مألوف إطلاقًا لدى أهالي الأحساء فشمل تدريس العلوم الدينية واللغوية والاجتماعية، بالإضافة إلى علوم لم تجرِ العادة على تدريسها مثل: العلوم التجارية ومنها: طريقة مسك الدفاتر التجارية، وقواعد المحاسبة، وهي من العلوم التي كانت الحاجة ماسة إليها خصوصًا لتجار الأحساء وللمرافق الحكومية المستحدثة في مدينة الهفوف ومنها: إدارة المالية، وإدارة البلدية، وإدارة الشرطة، وإدارة المحاكم.
ونظرًا لازدياد عدد الراغبين في الدخول إلى مدرسة النجاح، وقلة إمكانات مؤسسسها المالية للصرف عليها، فقد تفاهم الشيخ حمد بن محمد النعيم في عام 1346هـ مع رجال ميسوري الحال ومحبي للعلم من أسرة (آل قصيبي) بشأن إيجاد مقر لمدرسته، وسارع وجهاء الأسرة المذكورة إلى التبرع ببيت لهم في حي (القرن) الواقع في الجهة الجنوبية من مدينة الهفوف ليصبح مقر للمدرسة. وانتقلت المدرسة إلى المبنى المتبرع به في منتصف عام 1346هـ. كما كان يتردد على المدرسة بعض رجالات الأحساء من محبي العلم والتعليم، وكان منهم الشيخ سعد بن راشد اليمني مندوبًا من أسرة آل قصيبي.
قام بالتدريس في مدرسة النجاح خريجوها الأوائل قبل وبعد انتقالها إلى حي القرن، ومنهم الأستاذ عبد الرحمن بن عبد الله المزروع.
كان لمدرسة النجاح الفضل في تزويد المرافق الحكومية المستحدثة في الأحساء وخاصة إدارة مالية الأحساءبالعديد من خريجيها، وكان كل خريج من مدرسة النجاح –وبعض الكتاتيب- يسمى بـ( الْكَرّانِي) وتعني: الكاتب المُجيد والكاتب ذا الخط الجميل، وكانت هذه اللفظة شائعة الاستخدام في الأحساء.
ومن بين الخريجين الذين عملوا بمالية الأحساء:
- الشيخ عبد اللطيف بن حمد النعيم ( كاتب برقيات)
- الشيخ عبد الله بن خليفة آل ملحم ( كاتب التوزيع والجداول)
- عبد المحسن بن عبد الله بن عبد المحسن آل ملحم (كاتب صادر)
- الأستاذ عبد الرحمن المزروع ( مقيد وارد)
- الأستاذ سعد بن عبد الرحمن الحواس (ملازم)[4]

## زيارة الملك عبد العزيز للمدرسة
عندما كان الملك عبدالعزيز في جولة تفقدية لمقاطعة الأحساء عام 1348هـ قام بزيارة المدرسة بناء على دعوة من أسرة آل قصيبي. وما إن وصل الملك إلى المدرسة حتى رحب به طلابها في حفل بهيج ألقيت فيه كلمات ترحيبية وقصائد وأناشيد ومنها: قصيدة السموأل بن عاديا ألقاها أمام الملك عبد العزيز الطالب خليفة بن عبد الله آل ملحم ومن أبيتها:
إذا المرء لم يدنس من اللؤم عرضه فكل رداء يرتديه جميل
وإن هو لم يحمل على النفس ضيمها فليس إلى حسن الثناء سبيل
وألقى الطالب عبد اللطيف بن حمد النعيم - أحد أبناء مؤسس مدرسة النجاح- أمام الملك عبد العزيز قصيدة لابن مشرف من أبياتها:
بقؤك فيما بيننا منة الدهر نقابله بالحمد لله والشكر
ترائيك لما أن رأتك عيوننا ترائي هلال العيد في ليلة الفطر
وحاز الحفل على إعجاب الملك عبدالعزيز ، ومنح جوائز لطلاب المدرسة ومنهم: عبد اللطيف بن حمد النعيم، وخليفة بن عبد الله آل ملحم.

## مآل المدرسة
بعد إصابة مؤسس المدرسة الشيخ حمد بن محمد النعيم بمرض عضال أجبره على ترك المدرسة والخلود للراحة في منزله منذ عام 1351هـ وما إن حل عام 1353هـ حتى توفي الشيخ وانتهى دور المدرسة بوفاته، بالإضافة إلى قلة تمويل عائلة آل قصيبي؛ لانهيار تجارة اللؤلؤ الطبيعي وظهور منافسه اللؤلؤ الصناعي الياباني. وقد ظهرت محاولات لإنشاء مدارس على غرار مدرسة النجاح ولكنها لم تكلل بالنجاح. أما مبنى المدرسة فقد تم هجره وأصبح من الأطلال.

## وصلات خارجية
- المدرسة الأولى بالأحساء